# Gairo
Gairo (en sardo: Gàiru) es un municipio de Italia de 1650 habitantes en la provincia de l ogliastra , región de Cerdeña.

## Monumentos y lugares de interés
- Perda 'e Liana es una extraordinaria formación rocosa declarada monumento natural en 1993. El particular ‘monte’, conocido como taccu o tonneri en sardo, destaca en el territorio de Gairo Sant'Elena: es el mayor testigo de la acción erosiva de los agentes climáticos, de decenas de millones de años, sobre la extensa cubertura calcárea de Ogliastra en la frontera con Barbagia di Seulo. La erosión ha ido aislando progresivamente la ‘torre’ y modelando su base. Es el más alto (1293 metros) de los numerosos tacos de Ogliastra, la rama septentrional de la meseta de Tonneri, a unos dos kilómetros de distancia, a la que conecta con el ensillado de s'Arcu 'e su Pirastu Trottu. Tal vez, en la antigüedad, formaban una única cresta montañosa.[3]
- Cueva de Taquisara :La cueva de Taquisara está activa y llena de vida. Las circulaciones de agua están en todas partes, desde el principio, y varían según la estación. Las especies vivas que lo habitan despiertan curiosidad. La cueva está poblada por criaturas pequeñas y muy pequeñas que se refugian en las grietas más alejadas para protegerse y esconderse de los ojos.[4]

## Cultura

#### carnaval di gairo
Su Maimulu es una antigua celebración carnavalesca de los pueblos de Gairo y Ulassai, en la subregión de Barbagia, en Ogliastra, en el centro-este de Cerdeña.
Forma parte de las máscaras típicas sardas del Carnaval de Barbagia y Ogliastra, que evocan ritos relacionados con antiguas danzas propiciatorias destinadas a ganarse el favor de las antiguas divinidades paganas.

## Evolución demográfica
| Gráfica de evolución demográfica de Gairo entre 1861 y 2001 |
|                                                             |
| Fuente ISTAT - Elaboración gráfica de Wikipedia             |

## Galería fotográfica

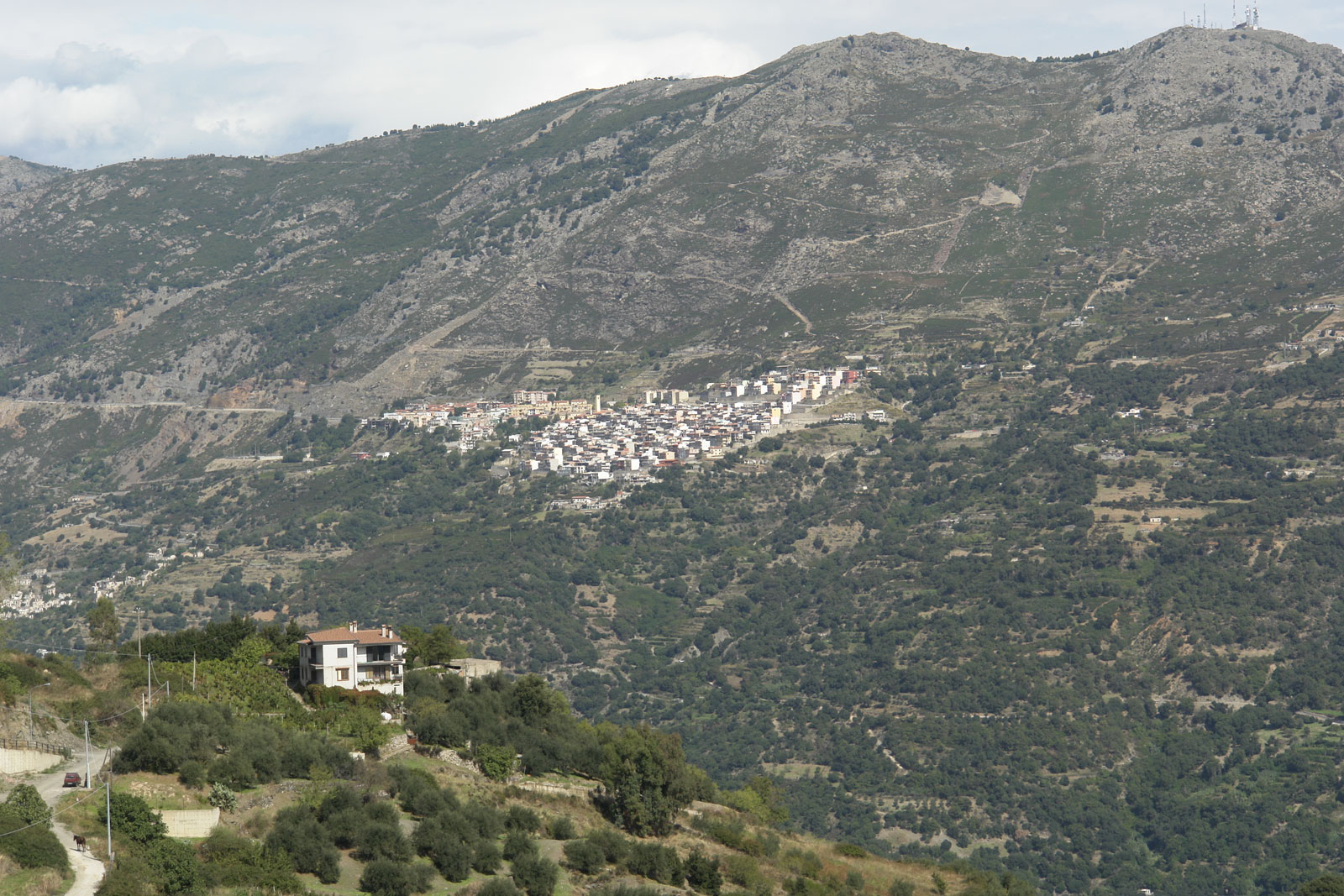
Vista del municipio.
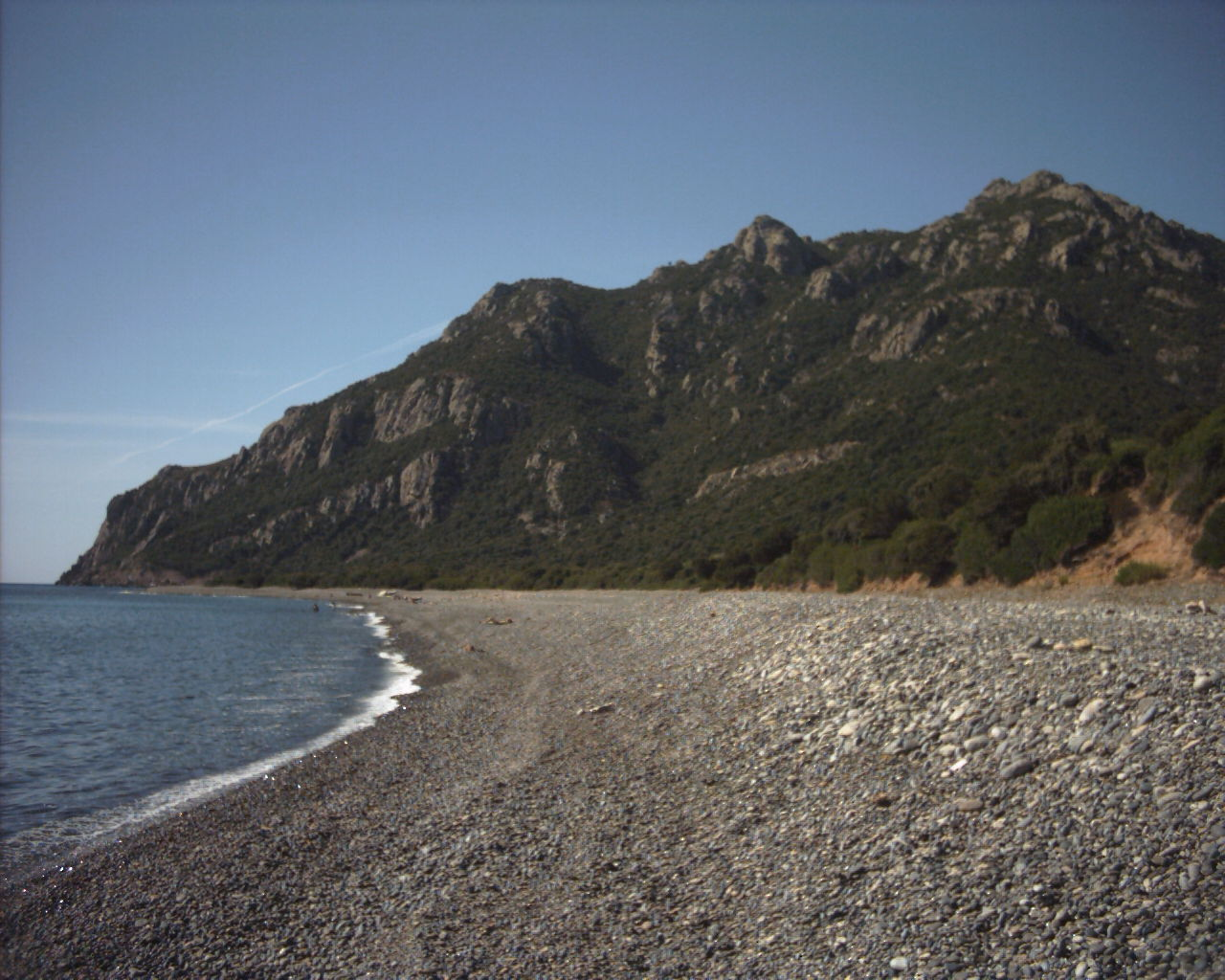
Playa Coccorrocci.